# Paketkarte

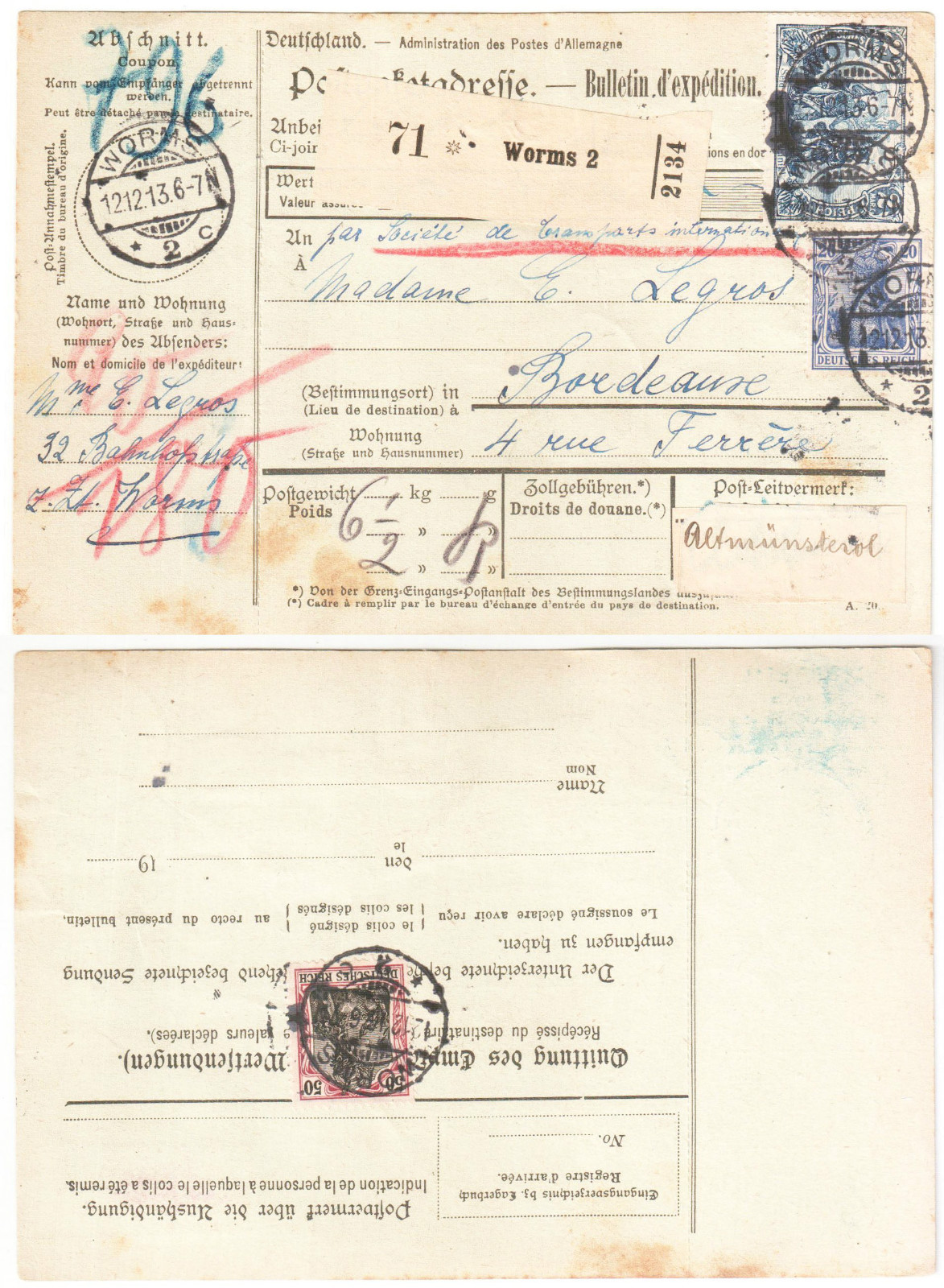
Post-Paketadresse (verwendet 1913) für ein Paket von Worms nach Bordeaux, mit noch anhängendem Einlieferungsschein

Eine Paketkarte (in Deutschland und Österreich), in der Schweiz Versandetikette (Sprachgebrauch der Schweizer Post) bzw. Begleitadresse (Sprachgebrauch der Eidgenössischen Zollverwaltung) und im internationalen Verkehr Bulletin d’expédition, ist ein Warenbegleitpapier für eine Paketsendung, das zur Registrierung und Verfolgung der Sendung dient.

## Geschichte
In Deutschland wurden solche Dokumente 1873 als „Post-Paketadressen“ eingeführt, in Österreich als „Post-Begleitadresse“. Vorher wurden Begleitbriefe verwendet, bisweilen auch lose Blätter, ab 1870 auch Postkarten. 1914 wurde in Deutschland die Bezeichnung „Paketkarte“ eingeführt.
Die Paketkarte trägt die Adressen von Empfänger und Absender sowie eventuelle Verfügungen des letzteren zur postalischen Behandlung des Pakets. Auf dem anhängenden Einlieferungsschein trug der Absender die Empfängeradresse ein, die Post quittiert auf ihm die entrichtete Gebühr und schlug den Tagesstempel des annehmenden Postamts oder den Stempel der annehmenden Poststelle darauf ab, bevor er abgetrennt und dem Absender übergeben wurde.
Am oberen Rand der Paketkarte wurde der untere, schmalere Teil des Paketnummernzettels aufgeklebt, wodurch der Name der Aufgabestelle und die Paketnummer auf der Paketkarte aktenkundig wurden.
Die entrichteten Postgebühren wurden im dafür vorgesehenen Feld, bei Platzmangel auch auf der Rückseite der Paketkarte, in Briefmarken verrechnet und mit dem Tages- oder Poststellenstempel entwertet. Auch Frankaturen mit Freistempeln kamen vor. In internationalen Verkehr anfallende Zollgebühren wurden in Steuer- oder Portomarken des Bestimmungslandes verrechnet und vom Empfänger erhoben. Die Paketkarte, die vom Paket getrennt mit der Briefpost befördert wurde (bei der Deutschen Post der DDR bis 1953) diente zur Benachrichtigung des Empfängers, der auf ihr auch den Erhalt des Pakets bestätigte. Sie übernahm damit die gesetzliche Funktion des Ablieferungsscheins.
Paketkarten verbleiben zu Nachweiszwecken und zur Regelung eventueller Reklamationen im Eigentum der Post bzw. der Versanddienstleister.

## Philatelie
Die zur Frankatur benutzten höherwertigen Marken wurden oft zu Sammlerzwecken entwendet, so dass unvollständige oder fehlende Paketkarten den Betriebsablauf störten. Daher wurde zeitweise angeordnet, die zur Gebührenverrechnung dienenden Briefmarken durch Korkstempel für Sammlerzwecke unattraktiv zu machen, oder die Post warnte durch Aufkleber vor dem Entfernen der Marken. Später wurden die nicht mehr benötigten frankierten Paketkarten bzw. Ausschnitte davon als Kiloware an Briefmarkenhändler abgegeben und stellten damit eine attraktive Quelle für postalisch gebrauchte höhere Wertstufen dar.

## Paketkarte CP 71

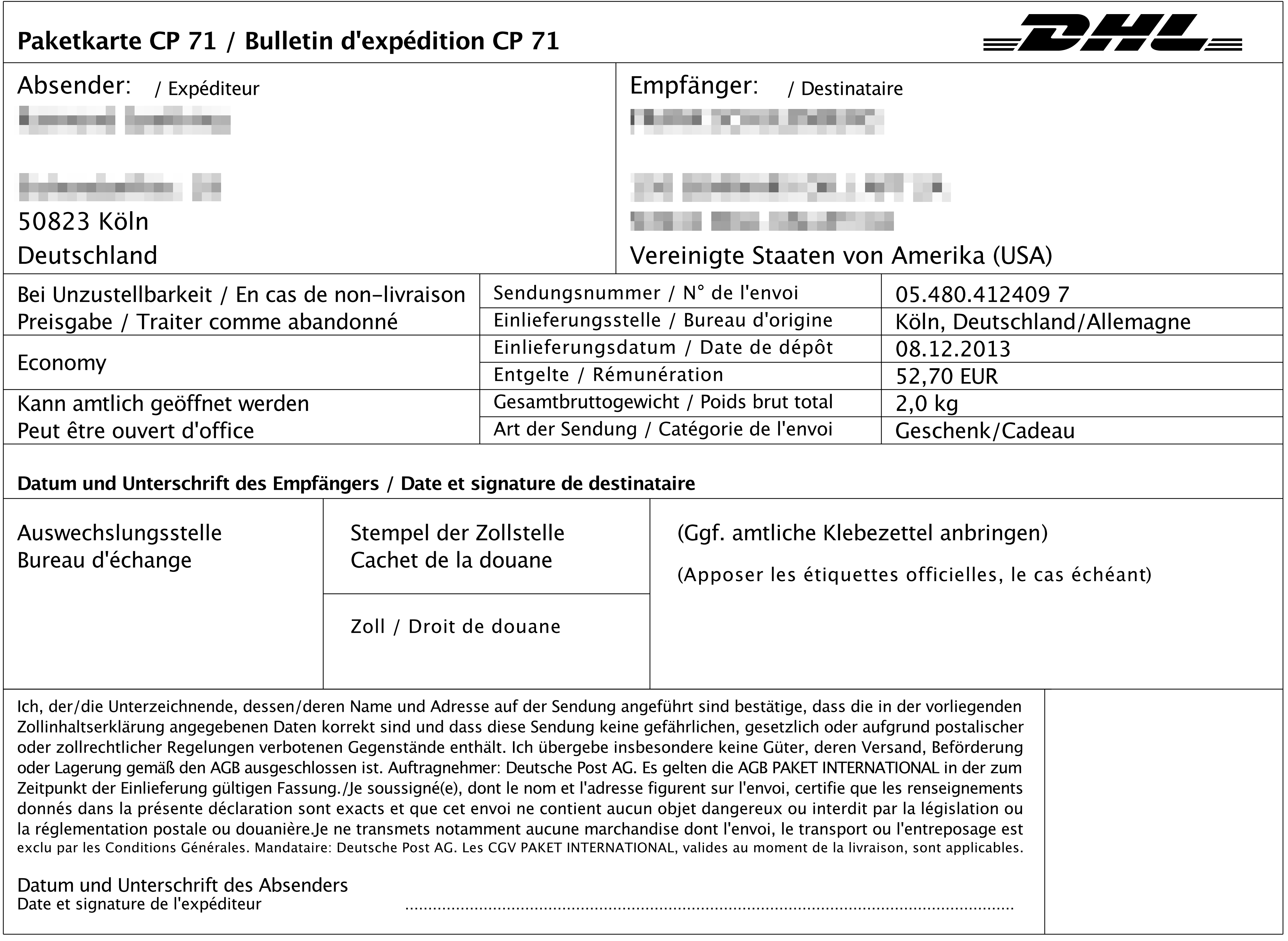
Paketkarte im internationalen Verkehr (2013)

In Deutschland werden im Inlandsverkehr und für Sendungen innerhalb der EU (ohne Außengebiete) keine Paketkarten mehr verwendet. Die Sendungen werden elektronisch mit Hilfe von Barcodes registriert und verfolgt. Die Barcodes haben die bisherigen Nummernzettel ersetzt.
Im internationalen Verkehr wird die Verwendung von Paketkarten (als Formular CP71 bezeichnet) als Begleitformular in vielen Fällen verlangt, namentlich wenn Pakete von bzw. nach außerhalb der Europäischen Union (EU) oder in EU-Außengebiete versendet werden oder eine elektronische Verfolgung nicht bis zum Empfänger sichergestellt werden kann.

## Benachrichtigungskarten
Die Benachrichtigungskarten und -zettel, die bei Nichtantreffen des Empfängers von Paketlieferanten hinterlassen werden, dienen einem anderen Zweck als die Paketkarten.